# Die klainen Katsen von Mutter Hudson
Die klainen Katsen von Mutter Hudson, Originaltitel Mother Hitton’s Littul Kittons, ist eine Kurzgeschichte von Cordwainer Smith, die die Rivalität zweier Planeten und die tragische Geschichte des Meisterdiebes Benjacomin Bozart erzählt. Die Kurzgeschichte wurde im Jahr 1961 erstmals im Magazin Galaxy veröffentlicht.

## Inhalt
Benjacomin Bozart ist ein fiktiver Meisterdieb und Hauptperson der Kurzgeschichte. Als Ergebnis generationenübergreifender eugenischer Experimente ist er nur für einen Auftrag gezeugt und ausgebildet worden: den größten Diebstahl aller Zeiten zu begehen und damit für seinen Planeten Viola Siderea das auf dem Planeten Norstrilia verborgene Geheimnis der Unsterblichkeit zu erschleichen. Bozart beginnt seinen Raubzug, indem er einen kleinen Jungen vom Planeten Norstrilia entführt, foltert und ermordet. Doch bereits zu diesem Zeitpunkt der Geschichte hat er Agenten aus Norstrilia auf seine Fährte gelockt und damit nicht nur sein eigenes Schicksal besiegelt, sondern auch das seines ganzen Volkes, das zur Strafe von den Nostrilliern für immer versklavt wird.

## Inspiration
In dieser Geschichte verarbeitete Smith – wie in vielen seiner Werke – einen ursprünglich klassischen Text: Als Inspiration gilt hier die Geschichte von Ali Baba.

## Ausgaben
- Erstdruck: Galaxy Magazine. Juli 1961.
- Sammlungen: 
  - Cordwainer Smith: Space Lords. Pyramid Books, 1965.
  - Cordwainer Smith: The Best of Cordwainer Smith. Nelson Doubleday / SFBC, 1975.
  - Cordwainer Smith: The Rediscovery of Man: The Complete Short Science Fiction of Cordwainer Smith. NESFA Press, 1993, ISBN 0-915368-56-0.

Übersetzungen erschienen auf Italienisch (1963), Französisch (1964), Deutsch (1965), Niederländisch (1970) und Spanisch (1991).
Deutsche Übersetzungen:
- Mutter Fettchens kleene Kettchens. Übersetzt von Helmuth W. Mommers. In: Helmuth W. Mommers, Arnulf D. Kraus (Hrsg.): 10 Science Fiction Kriminal-Stories. Heyne (Heyne-Anthologien #11), 1965.
- Die klainen Katsen von Mutter Hudson. Übersetzt von Rudolf Hermstein. In: Herren im All. Insel (Phantastische Wirklichkeit: Science Fiction der Welt), 1973, ISBN 3-458-05860-5. Auch als: Suhrkamp (Phantastische Bibliothek #93), 1983, ISBN 3-518-38432-5.
- Die klainen Katsen von Mutter Hudson. Übersetzt von Thomas Ziegler. In: Die besten Stories von Cordwainer Smith. Moewig, München 1980, ISBN 3-8118-6708-3, S. 287–312. Auch in: Cordwainer Smith: Was aus den Menschen wurde. Heyne (Meisterwerke der Science Fiction), 2011, ISBN 978-3-453-52806-2.